# Раудкатс, Анна
А́нна Ра́удкатс (эст. Anna Raudkats, при рождении эст. Johanna Natalie Elisabet Raudkats, 23 февраля 1886, Кюлитсе, Тартумаа или Ropka Rural Municipality — 12 апреля 1965, Тапа, Ляэне-Вирумаа) — эстонский хореограф и педагог народного танца. Считается родоначальницей традиции эстонского национального Праздника танца (эст. Üldtantsupidu). Заслуженный артист Эстонской ССР (1957).

## Биография
Старший ребёнок в семье железнодорожного служащего и управляющей молочным хозяйством мызы Бишофсхоф (нем. Bischofshof, Пийскопи, эст. Piiskopi mõis) в волости Ропка (нем. Ropkoy) Лифляндской губернии Российской империи. Училась в Ропкаской школе и в частной женской гимназии имени Альфреда Грасси, которую окончила в 1901 году. Получив диплом учителя немецкого языка в 1903 году, преподавала в Выборге, а затем — в Санкт-Петербурге.
В 1905 году вернулась на родину. Сдав экзамен, в 1906 году была принята на работу преподавателем французского и немецкого языков в прогимназию в Пярну. Также она преподавала там гимнастику, игры и танцы, устраивая спектакли для детей, сама пела в смешанном хоре, вела активную общественную работу.
В 1912 году поступила в институт гимнастики при Императорском Александровском университете, который окончила в 1915 году.
В 1916—1918 годах — член Городского собрания Таллина. Работала учителем в школах Тарту, Таллина, Курессааре, потом библиотекарем.
Подвижник в деле возрождения народного эстонского танца, много ездила по Эстонии, в 1926 году опубликовала собранные ею материалы в книге по истории эстонского танца и старинных народных плясок. Сама является автором нескольких танцев по мотивам народных песен: «Тульяк», «Каэра-Яан», «Пулгатантс» и др. Была почётным руководителем II, V, VI и VII Всеобщего праздника танца Эстонии.
Похоронена на кладбище посёлка Аэгвийду. Могила Анны Раудкатс внесена в Государственный регистр памятников культуры Эстонии как .
Вошла в составленный в 1999 году по результатам письменного и онлайн-голосования список 100 великих деятелей Эстонии XX века.

## Награды и звания
- 1938 — Орден Белой звезды 5 класса[8].
- 1957 — Заслуженный артист Эстонской ССР[4].